# Jay Faerber
Jay Faerber, né en 1972, est un scénariste américain de bande dessinée. Il est connu pour ses travaux sur Generation X et New Warriors pour Marvel Comics ainsi que The Titans et Connor: Spotlight pour DC Comics. Il a également travaillé pour d'autres compagnies dont Image Comics.

### DC Comics
- Secret Origins 80 Page Giant (récit sur Wonder Girl) (1998)
- Young Justice 80 Page Giant #1 (10 pages récit sur Impulse) (1999)
- Secret Files & Origins Guide to the DC Universe (3 pages de backup) (2000)
- Young Justice: Sins of Youth Secret Files #1 (récit principal) (2000)
- Young Justice #22 (5 pages de récit sur Red Tornado) (2000)
- Titans Secret Files #1-2 (1999; 5 pages de backup)
- Titans Secret Files #2 (2000; récit principal et les profils)
- Superman 80 Page Giant #3 (2000)
- Superman Adventures #48 (2000)
- Green Lantern Circle of Fire: Green Lantern/Firestorm #1 (2000)
- The Titans #13, #17-20 (coécrit avec Devin K. Grayson) (2000)
- Superboy #80-82 (2000–2001)
- The Batman Chronicles #23 (récit sur Jason Bard) (2001)
- The Titans #21 - 41 (2000–2002)
- Adventures of Superman #577 (dialogues), #607 (2000, 2002)
- Green Lantern #126-128, 157 (2000, 2003)
- DC Universe Holiday Special '09 (récit sur Batman) (2009)

### DC Comics/Wildstorm
- Gen-Active #1-6 (2000–2001)
- Robotech #0-6 (2003)
- Robotech: Love and War #1-6 (2003–2004)
- Robotech: Invasion #1-5 (2004)

### Digital Webbing
- Digital Webbing Presents #25 (récit sur Firebirds) (2005)

### Harris Comics
- Vampirella #15-18 (2002–2003)
- Vampirella Halloween: Trick & Treat (récit nommée "Lust") (2004)

### Harris Comics/Anarchy Studios
- Xin: Legend of the Monkey King #1-3 (2002–2003)
- Xin: Journey of the Monkey King #1-3 (2003)
- Vampi Vs Xin #1-2 (2004–2005)

### IDW
- Angel Spotlight On Conner #1 (2006)

### Image Comics
- Noble Causes: First Impressions #1 (2001)
- Noble Causes #1-4 (2002)
- Noble Causes: Family Secrets #1-4  (2002–2003)
- Noble Causes: Distant Relatives #1-4 (2003)
- Venture #1-4 (2003)
- Dodge's Bullets (2004)
- Firebirds (2004)
- The Pact #2 (2005)
- Four Letter World (récit nommée "Loud") (2005)
- Image Holiday Special (2005)
- Dynamo 5 Annual #1 (2008)
- Gemini #1-4 (2008–2009)
- Noble Causes Vol. 2 #1-40 (2004–2009)
- Dynamo 5 #1-25 (2007–2009)
- Dynamo 5: Sins of the Father #1-5 (2010)

### Image Comics/Top Cow Productions
- Strykeforce #1-5 (2004)
- Pilot Season: "Urban Myths" (2008)
- Witchblade Annual (2009)

### Marvel Comics
- What If...? #114 (1998)
- X-Force #84 (Dialog only) (1998)
- Mutant X Annual 1999 (1999)
- Generation X Annual 1999 (1999)
- Captain America #23 (dialogues) (1999)
- Uncanny X-men #374 (dialogues) (1999)
- Generation X #45, #48-62 (1998–2000)
- New Warriors Vol. 2 #0-10 (1999–2000)
- X-Men The Movie: Wolverine (2000)
- Iron Fist/Wolverine #1 - 4 (2000–2001)
- X-Men: Evolution #9 (2002)
- Amazing Fantasy Vol. 2 #13 - 14 (Captain Universe backups) (2005)
- Captain Universe/Hulk #1 (2006)
- Captain Universe/Daredevil #1 (2006)
- Captain Universe/X-23 #1 (2006)
- Captain Universe/The Invisible Woman #1 (2006)
- Captain Universe/Silver Surfer #1 (2006)
- Doc Samson Vol. 2 #3 (2006)
- Halo Graphic Novel (récit nommé "Armor Testing") (2006)
- War of Kings: Warriors #2 (2009)

### Moonstone Comics
- Moonstone Noir: The Hat Squad (2002)